# Botswanai labdarúgó-szövetség
A botswanai labdarúgó-szövetség (rövidítve: BFA) Botswana nemzeti labdarúgó-szövetsége. A szervezetet 1970-ben alapították, 1978-ban csatlakozott a Nemzetközi Labdarúgó-szövetséghez, 1976-ban pedig az Afrikai Labdarúgó-szövetséghez. A szövetség szervezi a Botswanai labdarúgó-bajnokságot. Működteti a férfi valamint a női labdarúgó-válogatottat.